# USS Ganges (1794)
Pour les articles homonymes, voir Ganges (homonymie).
L’USS Ganges est un sloop marchand construit à Philadelphie en 1794. Destiné au commerce avec les Indes orientales, il est nommé d'après le fleuve Gange.

## Histoire
Après quelques années à commercer entre Calcutta et Canton, le Ganges est racheté par l'US Navy le 3 mai 1798 en vertu du Naval Act of 1798. Il participe alors activement à la quasi-guerre, protégeant les navires marchands des attaques des corsaires français. Il capture ainsi de nombreuses lettres de marque (l'Eugène, l'Espérance,...) et recapture la goélette John avec l'aide des USS Merrimack et Pickering. En janvier 1801, alors qu'il est en route pour La Havane, le Ganges est endommagé par une tempête et se déroute vers Basseterre sur l'île Saint-Christophe. Déclaré inapte au service le 2 mars, il retourne à Philadelphie en juin pour y être revendu.

## Source
- (en) Cet article est partiellement ou en totalité issu de l’article de Wikipédia en anglais intitulé « USS Ganges (1794) » (voir la liste des auteurs).